# Guðríður Þorbjarnardóttir
Gudrid Thorbjarnardottir (IJslands: Guðríður Þorbjarnardóttir) was een IJslands ontdekkingsreizigster.

## Groenland
Ze trouwde in Groenland met Thorstein Eriksson, de broer van Leif Eriksson. Nadat deze was gestorven trouwde ze in 1002 met Thorfinn Karlsefni. Rond 1009 leidde deze een expeditie met drie schepen en zo'n 160 kolonisten naar Amerika, naar een gebied dat de Vikingen Vinland (Wijnland) noemden.

## Amerika
Aangekomen in Amerika werd een kampement gebouwd aan een baai, die Thorfinn Straumsfjord noemde. Waarschijnlijk bevond de Straumsfjord zich ergens op Newfoundland. Hier werd die eerste zomer hun zoon Snorri Thorfinnson geboren, de eerste Europeaan die in Amerika werd geboren. Na een barre winter trokken de Vikingen in het daaropvolgende voorjaar verder naar het zuiden. Bij de monding van een rivier stichtten ze een permanente nederzetting, die Hóp werd genoemd. Het jaar daarop begonnen ze handel te drijven met de inheemse Indianen, door de Vikingen Skraelingen genoemd. Dit ging een tijdje goed, maar uiteindelijk werden de Vikingen door de Indianen aangevallen. Thorfinn en zijn mannen sloegen op de vlucht, maar Freydís Eiríksdóttir schold de mannen voor lafaards uit, nam het zwaard van een gedode landgenoot en schreeuwde een oorlogskreet. De Indianen waren zo onder de indruk van deze blonde Vikingvrouw, dat ze op de vlucht sloegen. Omdat Thorfinn geen oorlog met de Indianen wilde, besloot hij weer terug te keren naar de Straumsfjord, en uiteindelijk keerden allen terug naar Groenland en IJsland.

## Rome
Later maakte Gudrid een bedevaart naar Rome. Volgens de overlevering heeft ze daarna diverse nonnenkloosters in IJsland gesticht.

## Moderne versies
* Mathijs Deen vertelt het verhaal van Gudrid in een hoofdstuk van zijn boek Over oude wegen. Een reis door de geschiedenis van Europa (Thomas Rap, 2018).
* Gudrids wederwaardigheden zijn ook beschreven in Gudrid the Fair van Maurice Hewlett (Dodd, Mean & co, 1918), in The Sea Road van Margaret Elphinstone (Canongate Books, 2000) en God's Daughter van Heather Day Gilbert (WoodHaven Press, 2013)